# Chelsham
Chelsham – wieś w Anglii, w hrabstwie Surrey, w dystrykcie Tandridge. Leży 23 km na południe od centrum Londynu.